# Concerto per doppia orchestra d'archi (Tippett)
Il Concerto per doppia orchestra d'archi di Michael Tippett (1938-1939) è una delle sue opere più popolari e più frequentemente eseguita. Come nell'oratorio A Child of Our Time del 1941 e nella Sinfonia n. 3 del 1973, le preoccupazioni umanitarie di Tippett sono chiaramente evidenziate nel suo uso di melodie che derivano e si riferiscono a fonti musicali folk e popolari. Tippett completò la partitura il 6 giugno 1939 e fu presentata per la prima volta il 21 aprile 1940.

## Origine
Come altre opere della prima maturità del compositore, come la prima sonata per pianoforte e il primo quartetto d'archi, il concerto è caratterizzato da energia ritmica e un appello melodico diretto. Rappresentando sia un punto di incontro per molte delle sue prime influenze sia una liberazione per le esperienze catalitiche che avevano definito il decennio dopo aver lasciato Londra e il Royal College of Music, il Concerto è stato un esperimento di molteplicità, dove la diversità del materiale tematico (inventato e importato) è stato sintetizzato attraverso l'unità timbrica dell'ensemble, due ensemble in realtà, un'ulteriore manifestazione dell'opposizione e delle divisioni che contribuiscono alla multi-dimensionalità dell'opera.
Si può mostrare l'influenza di Bartok e Stravinsky, così come quella della Scuola Madrigale Inglese del XVII secolo. Da questi, e dalla canzone popolare, Tippett trae la sua caratteristica e personale tecnica del "ritmo additivo". Questo è stato descritto come "una specie di ritmo il cui effetto è determinato da un accumulo di accenti irregolari e imprevedibili nella musica". Il compositore David Matthews descrive l'effetto così: "È la libertà ritmica della musica, la sua gioiosa liberazione dalle nozioni ortodosse di stress e lunghezza della frase, che contribuisce così tanto alla sua vitalità".
Dividendo l'orchestra in due sezioni uguali e identiche Tippett è in grado di suonare mettendole l'una contro l'altra, usando sincope e imitazione per aggiungere ulteriore vitalità ritmica e propulsione della musica. Questo effetto antifonario è simile a quello trovato nella musica corale rinascimentale e del primo barocco di compositori come Monteverdi e Gabrieli.

## La tonalità
- Modale

Tippett usa centri tonali (ma non sono correlati, ad esempio la e la bemolle), come ad es. il centro tonale delle battute 1-20, in la maggiore

## Struttura dell'unico movimento
Ci sono varie strutture utilizzate in tutto il pezzo. Le battute 1-8 sono un contrappunto in due parti; c'è anche l'imitazione invertita nelle battute 8-10. Le battute 21-30 sono un'omofonia dominata dalla melodia. C'è un accompagnamento di arpeggio dalla battuta 30 in poi.
- Allegro con brio è in forma sonata e contrasta un tema vigoroso e trascinante in ottave con un'idea più delicata e leggermente basata sui violini e violoncelli.

- Adagio cantabile, il movimento lento, si apre con una delle melodie più toccanti e sentite di Tippett per violino solista basso, rivelando il profondo amore del compositore per il blues, in particolare il modo di cantare di Bessie Smith.
- Una fuga offre contrasto cromatico e il movimento è completato da un ritorno della melodia di apertura sul violoncello solista.
- Nel rondò finale (Allegro molto) Tippett usa una melodia generalmente descritta come "basata su una melodia di cornamusa della Northumbria" per portare il lavoro ad un culmine eccitante ed edificante. Tuttavia questa melodia, come appare qui, è diversa da qualsiasi melodia di cornamusa tradizionale della Northumbria e, avendo un'ampiezza di due ottave, non sarebbe riproducibile sullo strumento.

Movimento 1 - Allegro con brio
Mentre il movimento inizialmente suona come una forma di ritornello, in realtà è in forma di sonata.
- Esposizione:

1° Tema - battute 1-20 2° Tema - battute 33-67
- Sviluppo:

La sezione di sviluppo avviene tra le battute 68 e 128.
- Ricapitolazione:

Entrambi i temi si ascoltano nuovamente, ora entrambi costruiti in la maggiore.
- Coda

battute 194-232

## Melodia
- La melodia si basa su motivi, ad es. il trillo oscillante di apertura, dalle battute 21 in poi, viene utilizzato come accompagnamento.
- Il secondo motivo è quindi in Orchestra 2 - battute 1-4
- Altri motivi includono la battuta del motivo "trillo" 22-23

## Armonia
- Dissonante ad es. 51, ma tonale.
- Alcuni accordi basati sulle battute 33-35
- Uso di alcune caratteristiche armoniche riconoscibili, ad es. battuta 20-21 a cadenza frigia (IVb-V in la minore)

## Ritmo
- Uso di sincope, ad es. btt. 68-70
- Uso del ritmo additivo.

Croma utilizzata come elemento costitutivo per diversi modelli ritmici, ad es. batt. 15.